# Slovénie aux Jeux paralympiques d'hiver de 2010
Cet article présente des informations sur la participation et les résultats de la Slovénie aux Jeux paralympiques d'hiver de 2010.

## Médailles
L'unique athlète de Slovénie n'a remporté aucune médaille.

## Engagés par sport

### Ski alpin
Hommes
- Gal Jakic

## Source
- Site officiel des JP d'hiver de Vancouver 2010